# Sergey Shirobokov
Sergey Vladimirovich Shirobokov (né le 11 février 1999) est un athlète russe, spécialiste de la marche.

## Biographie
Bien que né assez près de Saransk et entraîné dans un premier temps par Viktor Chegin (en), l'entraîneur russe de nombreux marcheurs ayant utilisé le dopage de manière institutionnelle, il est autorisé par l'IAAF à participer aux Championnats du monde 2017 au titre des athlètes neutres autorisés (ANA), mais cette autorisation est levée le 23 juin 2018.

### Palmarès
| Date | Compétition                   | Lieu     | Résultat | Épreuve         | Performance     |
| ---- | ----------------------------- | -------- | -------- | --------------- | --------------- |
| 2015 | Championnats du monde cadets  | Cali     | 1er      | 10 000 m marche | 42 min 24 s 41  |
| 2017 | Championnats d'Europe juniors | Grosseto | 1er      | 10 000 m marche | 43 min 21 s 29  |
| 2017 | Championnats du monde         | Londres  | 2e       | 20 km marche    | 1 h 18 min 55 s |

### Records
| Épreuve      | Performance     | Lieu   | Date            |
| ------------ | --------------- | ------ | --------------- |
| 20 km marche | 1 h 18 min 25 s | Sotchi | 18 février 2017 |